# سيرفا - سي 9

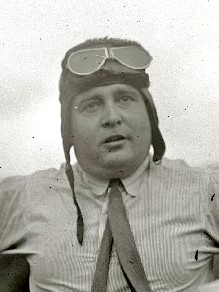
خوان دي لاسيرفا مصمم الطائرة

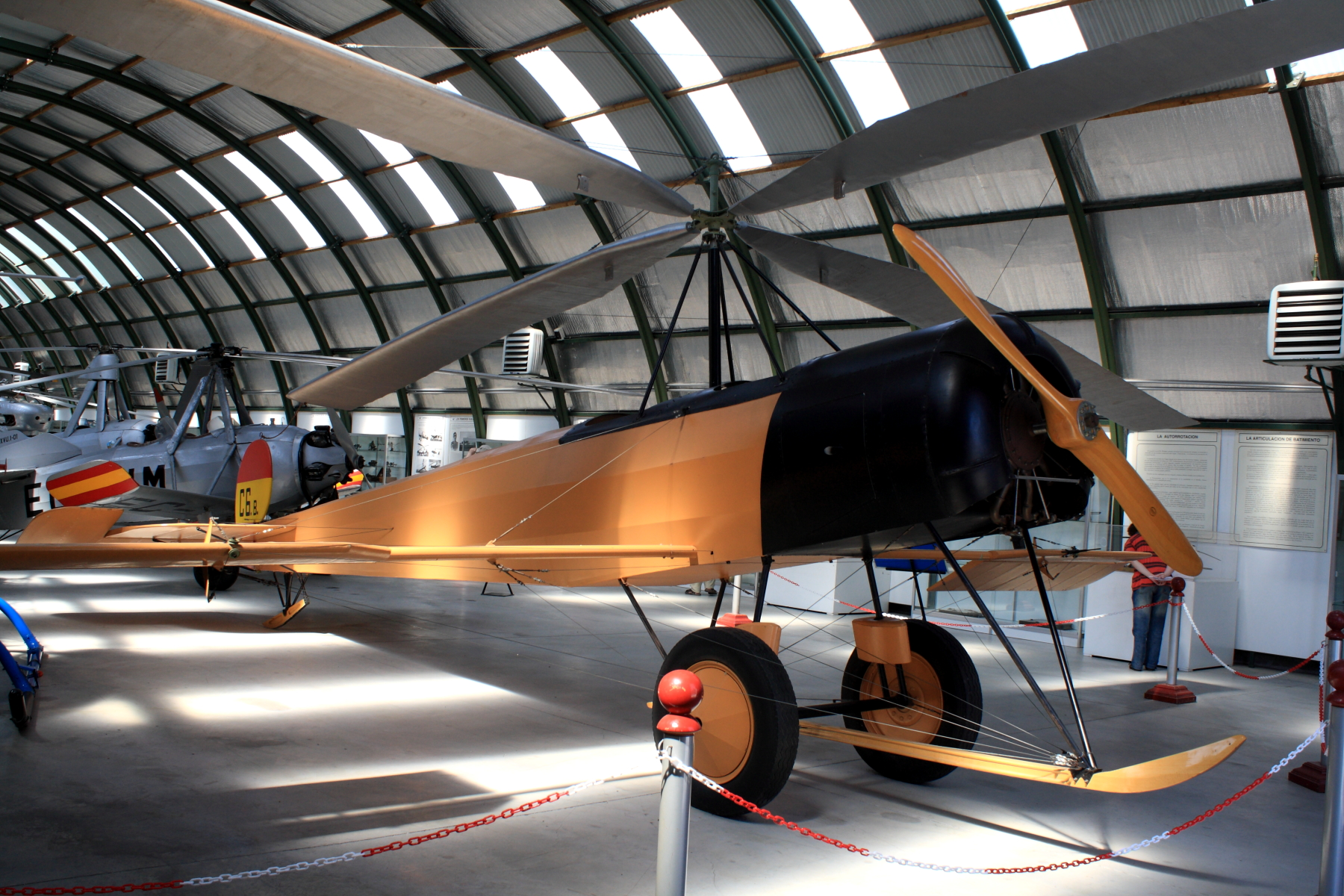
طائرة سيرفا - سي6 (لتوضيح التصميم، حيث لا تتواجد صور لسيرفا-سي9

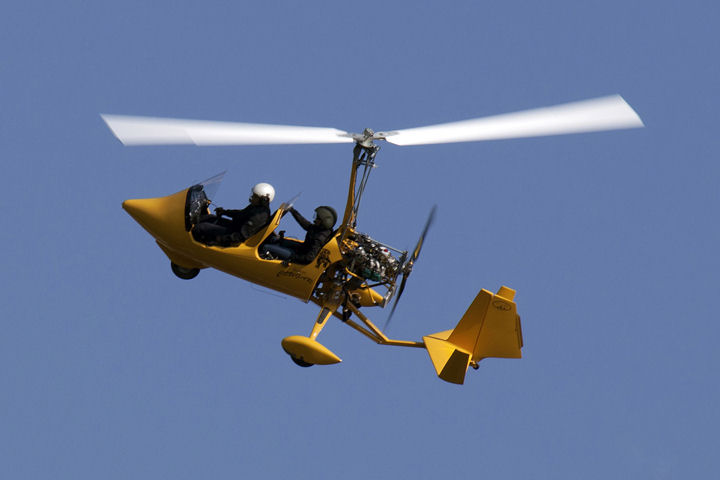
طائرة أوتوجيرو حديثة

طائرة سيرفا - سي9، هي طائرة أوتوجيرو تجريبية (نوع من الطائرات العمودية)، صممها خوان دو لا سيرفا، و بُنيت في إنجلترا عام 1927 بالتعاون مع أفرو (شركة تصنيع طائرات بريطانية).

## التصميم
كانت طائرة سيرفا - سي 9 أول تصميم من طائرات الأوتوجيرو لسيرفا، يستخدم جسم طائرة أصلي، مصنع خصيصا لها (على عكس ما كان يحدث من إعادة استخدام أجسام الطائرات من الطائرات ذات الاجنحة الثابتة).

## النماذج المصنعة
تم بناء نوعين من هذه الطائرة، أحدهما يحتوي على مقعد واحد (يٌنسب لشركة أفرو و يعرف النوع 576)، بينما احتوي الآخر على مقعدين  (النوع 581).